# Quedius mesomelinus
Quedius mesomelinus es una especie de escarabajo del género Quedius, familia Staphylinidae. Fue descrita científicamente por Marsham en 1802.
Especie de la región paleártica. Habita en Suecia, Francia, Noruega, Reino Unido, Finlandia, Austria, Alemania, Luxemburgo, Países Bajos, Bélgica, Canadá, Estonia, Italia, Rusia, Dinamarca, Polonia, Portugal, Ucrania, Groenlandia, Eslovaquia, Bielorrusia, Bosnia y Herzegovina, Grecia, Islandia, Malasia, Nueva Zelanda y los Estados Unidos.
Mide 8.5-11.5 mm. Se encuentra debajo de la corteza, en hongos.